# Milda
Milda est une commune allemande de l'arrondissement de Saale-Holzland, Land de Thuringe.

## Géographie
La commune comprend Milda, Zimmritz, Dürrengleina, Kleinkröbitz et Großkröbitz, Rodias et Plinz.
|             | Bucha     | Iéna        |
| Blankenhain | Milda     | Rothenstein |
|             | Reinstädt | Altenberga  |

## Histoire
La toponymie semble indiquer que le village est d'origine germanique. En même temps, il fut habité par les Sorabes ou les Slaves. Milda est mentionné pour la première fois vers 1070 sous le nom d' Immelden.
Une épidémie de peste en 1564 tue une centaine d'habitants, soit la moitié de la population. Pendant la guerre de Trente Ans, une confrontation entre les paysans et les Suédois aboutit au massacre des premiers. Le 10 septembre 1793, un incendie détruit gravement le village.

## Source de la traduction
- (de) Cet article est partiellement ou en totalité issu de l’article de Wikipédia en allemand intitulé « Milda » (voir la liste des auteurs).